# 도라비린/라미부딘/테노포비르
도라비린/라미부딘/테노포비르(제품명: Delstrigo)는 후천 면역 결핍증을 치료하기 위한 고정 용량의 항레트로바이러스 복합제제이다. 위 약물은 도라비린, 라미부딘과 테노포비르 디소프록실 성분이 조합되어 있다. 2018년 8월, HIV-1 감염에 대한 치료제로 미국 FDA로부터 승인받았다.